# 阿歷山大·柏圖
阿歷山大·洛迪古斯·達·施華（葡萄牙語：Alexandre Rodrigues da Silva，發音：[aleˈʃɐ̃dɾi ʁoˈdɾiɡiz dɐ ˈsiwvɐ]；1989年9月2日—），因为昵称“鸭子”（源自其出生地名帕圖布蘭庫 ，在葡萄牙语中Pato是鸭子的意思）而通常被稱為亚历山大·帕托（葡萄牙語：Alexandre Pato）或帕托（葡萄牙語：Pato，發音：[ˈpatu]），是一名前巴西職業足球運動員，司職前锋，曾效力聖保羅、AC米蘭和車路士。他曾是巴西国家队的主力前鋒，亦曾获选意甲最佳青年球员。2025年1月宣佈退役。

## 球會生涯

### 國際體育會
根據柏圖的父母描述，其在6個月大時就開始將橙子當作足球踢，其在4歲時首次參加故鄉舉行的少年組室內足球比賽就獲得冠軍。可是，在 2000 年，柏圖還只有 10 歲時，在他的 X 光片中從在他手臂上的碎骨有一個腫瘤。他醫生更表示如果不在兩個月內把其移除，便可能成為惡性腫瘤。柏圖的父母無力負擔腫瘤切除手術的昂貴開支，但幸運地該醫生卻表示願意免費為柏圖做是次手術，直接挽救了柏圖的生命和足球事業。
此後，柏圖在11歲時獲得入圍巴西國內著名的國際體育會青年隊，隨後離開父母來到阿莱格雷港開始其職業生涯前的奮鬥。
2006-2007賽季，17歲的柏圖與國際體育會簽約，正式成為職業球員，據說在此之前，國際體育會的主席曾經將他雪藏，並專門安排教練單獨訓練他的足球技能，以便保護他不被其他球會，尤其是一些歐洲球探的騷擾。2006 年 11 月 26 日，他首次代表國際體育會參加巴西聯賽，他協助球會以 4-1 打敗彭美拉斯。柏圖在處子戰的表現技驚四座，他不但在比賽中造出三個助攻，自己亦取得一個入球。
在 2006 年的世界冠軍球會盃中，柏圖在對埃及球會艾赫利半準決賽中先拔頭籌，球隊最終以 2-1 取勝。柏圖的這個入球，以17 歲 102 天打破比利的紀錄（17 歲 239 天），成為國際足協主辦賽事中最年輕入球球員。此外，他在決賽中以後備身份上陣，國際體育會最終奪得了冠軍。

### AC米蘭
柏圖在国际比赛上的表现，得到早就關注他的意大利球會AC米蘭球探，主教練甚至管理層的好評，在轉會市場表現沉寂的AC米蘭最終成功擊退英超球會車路士、阿仙奴、葡萄牙的賓菲加、西甲冠軍皇家馬德里以及意甲得主國際米蘭等大球會，以2200萬歐元把柏圖帶到意大利。
2007-08球季
縱然AC米蘭已落實收購柏圖，但是由於他在 2007年9月1日意大利足球總會規定的轉會期前仍未滿 18 歲，而根據巴西法律規定，未滿 18 歲的球員不得到外國踢球，柏圖亦是非歐盟護照持有球員，所以柏圖雖然名義上已經轉會到AC米蘭，但其只能在2008年1月後才有資格代表AC米蘭參加意甲聯賽及歐冠盃的賽事。然而，柏圖卻在 2007年9月，一場AC米蘭對對烏克蘭班霸基輔戴拿模的非正式比賽中上陣，他並且在該場比賽中攻入一球。
2008年1月，柏圖終可以正式註冊為AC米蘭旗下的球員 。在1月13日，他在AC米蘭對那不勒斯的意甲聯賽中首次亮相。柏圖獲教練安排正選上陣，並在前線與另外兩名巴西球員卡卡和朗拿度合作攻堅。他在比賽的下半場取得加盟AC米蘭後第一個正式比賽的入球，最終球隊以 5-2 大勝對手。2007-08赛季帕托出場20次，共進9球。
2008-09球季
由於罗纳尔多、基拿甸奴的離隊，柏圖將與卡卡和新加盟的罗纳尔迪尼奥組成一套新的巴西三叉戟為AC米蘭上陣攻堅，該賽季是柏圖作為AC米蘭的主力前鋒共出場42次，共進18球，成為隊內的神射手，聯賽取得第三名，來季可重返歐洲聯賽冠軍盃。
2009-10球季
由於卡卡以天價轉會皇家馬德里，柏圖與上季外借回歸並傷愈的波里路組成新的鋒線組合。柏圖在歐洲聯賽冠軍盃分組賽中客場對陣皇家馬德里的比賽中，在66及88分鐘分別攻入2球，替AC米蘭扳平和反超比分，最後以3-2擊敗皇家馬德里，此場為其自加盟以來的歐聯代表作。同年獲選為意甲最佳青年球員。此季柏圖共出場30次，共進14球，聯賽亦取得第三名。
2010-11球季
在該球季，伊巴謙莫域、羅賓奴、卡斯辛奴先後來投，柏圖作為隊內的第三射手依舊有出色表現。2011年4月3日，由於伊巴謙莫域停賽、國際米蘭僅落後AC米蘭兩分的情況下，柏圖於米蘭德比中首發出場，柏圖亦以兩個入球主宰了比賽，為AC米蘭奪冠的懸念畫上句號。最後，柏圖於該季聯賽出場25次，攻入14個進球，與伊巴謙莫域及羅賓奴進球數相同。
2011-12球季

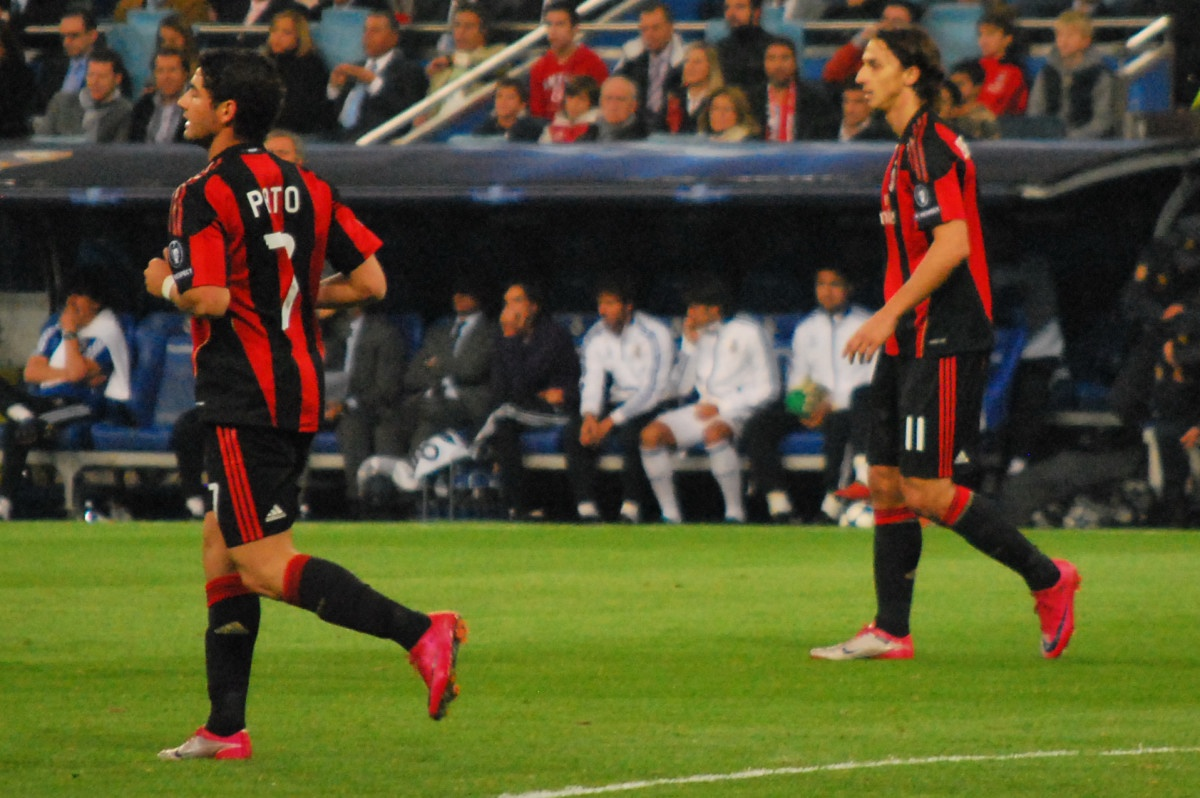
柏圖和伊巴謙莫域

2011年9月14日，2011/12賽季歐洲冠軍聯賽分組賽第一輪賽事，AC米蘭作客對陣衛冕冠軍巴塞隆拿，開場僅僅24秒，柏圖幫助AC米蘭快速閃電入球，成為世界的焦點，最終迫和巴塞隆拿2-2。但其後，柏圖的受傷十分頻密，全季只出場18次，攻入4球。
因狀態未如理想，於2011-12年冬季轉會窗，巴黎聖日耳門出價3800萬歐元求購AC米蘭前鋒柏圖，有望與曾執教AC米蘭的恩師、時任法甲富豪球會巴黎聖日耳門教練安察洛堤，以及時任該球會總監的前米蘭教頭李安納度再度合作，當時聖日耳門已與AC米蘭行政總裁加利安尼達成細節協議，唯球會主席貝盧斯科尼得悉後即中止交易，柏圖本人也公開表達出自己希望留在AC米蘭。
2012-13球季
由於菲利普·因扎吉宣佈退役，柏圖改穿他留下的9號球衣，原有的7號球衣則由羅賓奴穿上。在各米蘭元老功臣、泰亞高施華和伊巴謙莫域離隊後，柏圖被外界視為AC米蘭新一代領軍人物。
但柏圖因傷患問題和不受重用，半季以來甚少上陣，正選位置被比他更年輕的艾·沙拉维取代。

### 哥連泰斯
2013年1月3日，剛剛奪得2012年世冠盃冠軍的哥連泰斯以1500萬歐元簽下柏圖。23歲的柏圖與哥連泰斯簽約四年，將繼續身披7號球衣作賽。完成转会后，帕托发表公开信向米兰球迷告别，“我要感謝所有人。從主席到在米蘭的這些難忘歲月裡曾一起工作的很多人。我回到了巴西，加盟科林蒂安，是為了有能連續出場的機會，但是，想忘記米蘭絕不會容易。我會一直和這件球衣、這種顏色和全體米蘭球迷聯繫在一起”。

### 車路士
2016年1月30日，柏圖外借至車路士至賽季結束。整个赛季里，帕托仅获得两次出场机会，这使得切尔西最后决定没有与他签约，之后他返回了科林蒂安。

### 比利亞雷阿爾
2016年7月26日，科林蒂安俱乐部宣布帕托将转会到西甲的比利亞雷阿爾，转会费为300万欧元。在2017年1月，帕托离开西班牙，前往中国加入中超新军天津权健足球俱乐部。

### 天津天海
2017年2月1日，帕托在冬季转会窗口以1800万欧元从比利亞雷阿爾转会至中超球队天津权健。
2017年3月4日，天津权健在中超首轮0比2不敌广州富力，帕托在比赛中首发出场，完成了中超首秀。
3月11日，天津权健在中超第2轮客场1比1战平上海申花，帕托在比赛的第86分钟射失点球，错过了绝杀的机会。
4月15日，天津权健在中超第5轮1比1战平上海上港，帕托在比赛的第59分钟打进中超首球。
2019年1月，天津权健因资方问题被天津足协托管易名天津天海，被指拖欠帕托工资而令其拒绝归队，3月缺席前两场联赛后多家媒体爆出帕托不会为球队上场，最终自掏腰包解约。
2019年3月，帕托離開天津天海後，回到巴西加盟聖保羅。

### 聖保羅
2019年5月2日，帕托收穫回歸聖保羅的第一球。 2020年8月19日，帕托与圣保罗终止合同。 

## 國家隊
在 2007年，柏圖協助巴西U-20贏得在巴拉圭舉行的2007年南美青年錦標賽冠軍，球隊亦藉此得以晉身U-20世青盃。2008年代表巴西國家隊参加了在北京奧運會，得到銅牌。
2008年，柏圖得到巴西國家隊教練鄧加徵召開始入選巴西國家足球隊。隨後參與2009年洲際國家盃，隨隊獲得冠軍。
2010年世界盃沒有得到鄧加徵召。2012年入選倫敦奧運會23人名單，得到銀牌。

## 个人情感
帕托曾与巴西国内的女演员斯蒂芬妮·布莉托于2009年7月7日在里约热内卢结婚，但是隔年4月21日两人宣布离婚，结束了这场9个月零13天的婚姻 。
前任女友是AC米蘭主席西尔维奥·贝卢斯科尼的女兒、AC米蘭總監芭芭拉·贝卢斯科尼，帕托與芭芭拉相戀始於2011年，在柏圖轉會到哥連泰斯後，7月2日，柏圖透過推特宣佈和芭芭拉分手。

## 生涯数据
| 俱乐部   | 赛季     | 联赛     | 联赛 | 联赛 | 杯赛 | 杯赛 | 洲际杯赛1 | 洲际杯赛1 | 其他比赛2 | 其他比赛2 | 总计 | 总计 |
| 俱乐部   | 赛季     | 联赛     | 出场 | 进球 | 出场 | 进球 | 出场      | 进球      | 出场      | 进球      | 出场 | 进球 |
| -------- | -------- | -------- | ---- | ---- | ---- | ---- | --------- | --------- | --------- | --------- | ---- | ---- |
| 巴西国际 | 2006     | 巴甲     | 1    | 1    | -    | -    | -         | -         | 2         | 1         | 3    | 2    |
| 巴西国际 | 2007     | 巴甲     | 9    | 5    | -    | -    | 7         | 4         | 9         | 3         | 25   | 12   |
| 巴西国际 | 总计     | 总计     | 10   | 6    | -    | -    | 7         | 4         | 11        | 4         | 28   | 14   |
| AC米兰   | 2007-08  | 意甲     | 18   | 9    | -    | -    | 2         | 0         | -         | -         | 20   | 9    |
| AC米兰   | 2008-09  | 意甲     | 36   | 15   | -    | -    | 6         | 3         | -         | -         | 42   | 18   |
| AC米兰   | 2009-10  | 意甲     | 23   | 12   | -    | -    | 7         | 2         | -         | -         | 30   | 14   |
| AC米兰   | 2010-11  | 意甲     | 25   | 14   | 3    | 2    | 5         | 0         | -         | -         | 33   | 16   |
| AC米兰   | 2011-12  | 意甲     | 11   | 1    | 1    | 1    | 5         | 2         | 1         | 0         | 18   | 4    |
| AC米兰   | 2012-13  | 意甲     | 4    | 0    | 0    | 0    | 3         | 2         | 0         | 0         | 7    | 2    |
| AC米兰   | 总计     | 总计     | 117  | 51   | 4    | 3    | 28        | 9         | 1         | 1         | 150  | 63   |
| 生涯总计 | 生涯总计 | 生涯总计 | 127  | 57   | 4    | 3    | 35        | 13        | 12        | 5         | 177  | 75   |

1洲际赛事包括南美解放者杯、南美优胜者杯、欧冠和欧洲超级杯

2其他比赛包括世俱杯和高喬州錦標賽

## 榮譽
國際體育會
- 世界冠軍球會盃: 2006
- 南美超霸盃: 2007

AC米蘭
- 意甲冠軍: 2010-11
- 意大利超級盃 : 2011

哥林多人
- 巴西聖保羅州聯賽冠軍 : 2013
- 南美超級盃冠軍 : 2013

奧蘭多城
- 美國公開盃冠軍 : 2022

巴西隊U20
- 南美青年錦標賽冠軍 : 2007

巴西隊U23
- 奥运会-足球 : 2008年銅牌、2012年銀牌

巴西國家隊
- 國際足總聯合會盃冠軍 : 2009

### 個人
- 欧洲金童奖：2009年